# Polizeiruf 110: Glassplitter
Glassplitter ist ein deutscher Kriminalfilm von Georg Schiemann aus dem Jahr 1981. Der Fernsehfilm erschien als 76. Folge der Filmreihe Polizeiruf 110.

## Handlung
In einem Foto-Optik-Geschäft in Berlin wird spät abends die Glasscheibe eingeschlagen und aus der Schaufensterauslage werden hochwertige Kameras ausgeräumt. Der Ladenbesitzer bemerkt den Einbruch zwar, kann den Einbrecher jedoch nicht stellen. Dieser steigt in einen wartenden Wagen und verschwindet. Wenig später lässt er den Fahrer anhalten und steigt aus. Da man im Wagen zwei Personen gesehen habe, werde man einen mit nur einer Person nicht anhalten, so seine Begründung. Der Fahrer wird wenig später angehalten, und weil man die Tasche mit dem Diebesgut auf dem Rücksitz findet, kommt er in Untersuchungshaft. Marunde beteuert zunächst, nichts mit dem Einbruch zu tun zu haben; er habe lediglich einen Anhalter mitgenommen. Im Verhör gibt er nach und nach seine Mitwisserschaft zu.
Jäcki, wie der eigentliche Täter heißt, flieht in einem Ruderboot über einen See. Dabei wird er vom Motorboot der Familie Budack gestreift, die gerade mit ihrer Tochter Ilona auf dem Heimweg ist; sie hatten die Großeltern besucht. Beim Ausweichmanöver geht Ilona von Bord und ist spurlos verschwunden. Vater Heinz Budack taucht in der Dunkelheit vergeblich nach seiner Tochter. Es ist Jäcki, der sie an die Wasseroberfläche holt und den verstörten Eltern Anweisungen für die Erste Hilfe gibt. Heinz und Gerti bringen Ilona ins Krankenhaus und rufen Jäcki noch ihren Namen und ihre Anschrift zu.
Einige Tage später erscheint Jäcki bei den Budacks, die ihn dankbar aufnehmen. Jäcki darf bei ihnen essen und übernachten. Weil er angeblich auf Arbeitssuche ist und noch keine feste Bleibe hat, bringen die Budacks ihn auf ihrem Wochenendgrundstück unter und leihen ihm zunächst 500 Mark. Jäcki nutzt das Haus, um hier die Beute seiner Einbrüche zwischenzulagern. Längst hat sein Komplize Marunde vom Elektroladenbruch der Polizei gestanden, mit einem gewissen Jäcki unterwegs gewesen zu sein. Die Polizei findet in Marundes Wohnung einen großen Teil des Diebesgutes an Alkohol und Elektronik, das Jäcki dort gelagert hat. Die Nachforschungen der Ermittler Oberleutnant Jürgen Hübner und Leutnant Vera Arndt ergeben, dass Jäcki an mehr als 60 gleichartigen Einbrüchen beteiligt war oder sogar Hauptausführender war. Charakteristisch sind die eingeschlagenen Fensterscheiben. In Berlin und Umkreis mehren sich die Einbrüche mit eingeschlagenen Glasscheiben. Zufällig entdeckt Heinz im Wochenendhaus Jäckis Lager mit Diebesgut. Er stellt Jäcki das Ultimatum, die Ware bis zum nächsten Tag aus dem Haus zu schaffen. Anzeigen will er Jäcki nicht, weil der Ilona gerettet hat. Seiner Frau erzählt Heinz nichts und Jürgen Hübner belügt er, dass sich Ilonas Retter nie bei ihnen gemeldet habe.
Bei einem Einbruch in einen Elektroladen wird Jäcki von einem Angestellten überrascht und schlägt ihn nieder. Der Angestellte stirbt wenig später an seinen Verletzungen. Jäcki wird nun steckbrieflich gesucht, und so erfahren auch Heinz und Gerti, dass ihr Untermieter ein Mörder ist. Gerti hat Jäcki zuvor noch 2000 Mark geliehen, während Heinz bei Jäckis Forderung nach 3000 Mark bereits misstrauisch geworden ist. Nun entschließen sich beide, zur Polizei zu gehen. Jäcki ist mit dem Auto des Ehepaars unterwegs, stellt dieses aber auf einem Autobahnparkplatz ab, um als Anhalter weiterzufahren. Schließlich wird er auf dem Weg nach Dresden geortet. An einer Baustelle kann Jäcki gestellt und von Vera Arndt verhaftet werden. Jürgen Hübner wird nun mit dem Ehepaar Budack ernste Worte reden.

## Produktion
Glassplitter wurde vom 22. Januar bis 15. März 1981 in Zeuthen, Eichwalde  und Berlin gedreht. Die Kostüme des Films schuf Isolde Müller-Claud, die Filmbauten stammen von Hans-Joachim Hölzel. Der Film erlebte am 29. November 1981 im 1. Programm des Fernsehens der DDR seine Premiere. Die Zuschauerbeteiligung lag bei 54,8 Prozent.
Es war die 76. Folge der Filmreihe Polizeiruf 110. Oberleutnant Jürgen Hübner ermittelte in seinem 36. Fall und Leutnant Vera Arndt in ihrem 45. Fall.

## Trivia
In dieser Folge finden sich zwei kleine Filmfehler: Ab Filmminute 7 wird der blaue Wolga von Marunde von einem Lada der Volkspolizei gestoppt. Das Kfz-Kennzeichen des Ladas beginnt mit VP 00-…, was von den Fahrzeugen der Ost-Berliner Volkspolizei genutzt wurde. Der Polizist meldet sich am Funk jedoch mit dem Rufzeichen „Puma“ des benachbarten Bezirks Potsdam. Bei Filmminute 73 wird an einer Baustelle der Kleintransporter Barkas B1000 gestoppt, in dem sich der flüchtige Jäcki befindet. Die Baustelle soll sich 6 Kilometer vor Dresden befinden. Um das Fahrzeug anzuhalten, schießt plötzlich ein Lada der Volkspolizei auf die Fahrbahn. Das Kennzeichen dieses Ladas beginnt mit VP 05-…, was nicht der hier zu erwartende Bezirk Dresden ist, sondern zum deutlich entfernt gelegenen Bezirk Frankfurt (Oder) gehört.